# Medieval: Total War
Medieval: Total War este de un joc video de strategie din 2002, acțiunea desfășurându-se în Europa medievală. A fost creat de Creative Assembly, ca o combinație între strategie pe runde și bătălii tactice în timp real. Acțiunea jocului se petrece între anii 1087 - 1453.

## Descriere
Al doilea joc din serie, Medieval, a fost lansat în 2002. Motorul grafic a rămas neschimbat. Acțiunea sa mutat în Europa medievală (din 1087, anul morții regelui Angliei, William Cuceritorul - până în 1453, căderea Constantinopolului), dar a păstrat anturajul Shogun. Moneda utilizată este florinul. Toate fracțiunile au fost împărțite în grupuri (catolici, ortodocși, musulmani și păgâni), iar numărul lor a crescut până la 12. Fiecare fracțiune are propria linie de clădiri și unități. Ocuparea unui teritoriu, care o perioadă lungă de timp a aparținut altei fracțiuni, duce la nemulțumirea masivă populației cauzată de diferențele culturale și religioase. Acțiuni fracțiunilor catolice se controlează de Papă, care nu agreează războiele între țările catolice. Generalii au mai multe caracteristici (violență, generozitate, pietate), și trăsături de personalitate influențate de valoarea unei aptitudini speciale. Acum jucătorul poate căsători fetele regale cu generalii alor state, o căsătorie de succes, poate duce la o alianță cu statul în cauză. Apar mercenari și asediile.
Mai târziu a fost lansat un add-on, Viking Invasion, stilistic asemănătoare cu Shogun: Total War Mongol Invasion. Acțiunile add-on-ului au loc în Anglia medievală și este dedicat raidurilor vikingilor, care se aseamănă cu mongolii din add-on-ul din jocul precedent.